# Cercami/Giorno per giorno
I due pezzi  Cercami e Giorno per giorno vennero pubblicati dai Pooh in un 45 giri del 1978.

## Il disco
Viene realizzato agli Stone Castle Studios per la Compagnia Generale del Disco. Il singolo esce in contemporanea con l'album Boomerang. Non arriva a bissare in pieno il successo del singolo dell'anno prima, Dammi solo un minuto.
La copertina del disco funge da modello per l'etichetta dei dischi successivi. Infatti, compare per la prima volta la scritta Pooh secondo il sinuoso logotipo concepito in quel periodo da Paolo Steffan, che era stato un membro del gruppo musicale Capsicum Red.

## I brani
Per la scelta della facciata A, il complesso ha difficoltà a decidersi tra i due brani (entrambi di Roby Facchinetti e Valerio Negrini), preferendo alla fine il pezzo Cercami.
- Cercami è una canzone d'amore che segue il classico schema inciso-ritornello. È cantata da Roby e Dodi. Per il pezzo, Roby utilizza nuovi sintetizzatori Oberheim che si discostano da quelli usati per l'album Rotolando respirando. È questa la maggiore innovazione del singolo. Fu proposta alla manifestazione Un disco per l'estate 1978 e fuori concorso al Festivalbar 1978.
- Giorno per giorno è un brano meno orecchiabile, per cui viene alla fine utilizzato per il retro. La canzone è cantata da Roby e Red. Viene prima esclusa dall'album Boomerang, per essere poi ripescata nella scaletta dell'antologia I Pooh 1978-1981.

## Formazione
La formazione del gruppo è:
- Roby Facchinetti - tastiere, voce solista
- Dodi Battaglia - chitarra, voce solista
- Stefano D'Orazio - batteria, cori
- Red Canzian - basso, voce solista